# Hằng Phương
Hằng Phương (9 tháng 9 năm 1908 - 2 tháng 2 năm 1983), tên thật: Lê Hằng Phương, là một trong những nhà thơ nữ đầu tiên của văn học hiện đại Việt Nam.

## Tiểu sử
Hằng Phương sinh tại làng Nông Sơn, xã Điện Thọ, huyện Điện Bàn, tỉnh Quảng Nam. Bà là con gái nhà nghiên cứu Hán - Nôm Lê Dư (bút hiệu Sở Cuồng). Thiếu thời, bà học chữ Hán và học trường Pháp đến hết lớp nhất (hết tiểu học). Trong khi đang sống cùng gia đình tại Hà Nội, ngày 25 tháng 12 năm 1925, bà kết hôn với nhà văn, nhà nghiên cứu văn học Vũ Ngọc Phan; con gái bà là họa sĩ Vũ Giáng Hương. Trước Cách mạng tháng Tám, bà có thơ đăng trên các báo Phụ nữ tân văn, Ngày nay, Hà Nội tân văn, Đàn bà. Cùng với chồng, bà tham gia phong trào mặt trận dân chủ (1936-1939). Bà là một trong những hội viên đầu tiên của Hội Nhà văn Việt Nam khi thành lập (1957).

## Tác phẩm
- Hương xuân (1943, in chung với Anh Thơ, Vân Đài, Mộng Tuyết)
- Một mùa hoa (1960)
- Chim én bay xa (1962)
- Mùa gặt (1961)
- Hương đất nước (1974)

## Về thơ Hằng Phương
Hoài Thanh - Hoài Chân viết: "Thơ Hằng Phương cùng một giọng êm dịu, ngọt ngào như Vân Đài. Nhưng ít dấu tích thơ Đường và thành thực hơn. Như đoạn cuối trong bài "Lòng quê" trích theo đây lời thơ thực yểu điệu, dễ thương. Hằng Phương mượn lời chim để nói nỗi lòng mình. Nhưng thực ta không còn biết đây là lời người hay lời chim. Bởi mối tình ở đây nhẹ nhàng quá, trong trẻo quá." Bài thơ được biết đến nhiều nhất của bà là Lòng quê tặng người bạn đời Vũ Ngọc Phan với nỗi niềm:
...Đường xa ngoảnh lại ngẩn ngơ
Trông theo mây trắng thẫn thờ mắt xanh.

## Thông tin thêm

Bút tích nữ sĩ Hằng Phương trong bài thơ tặng trái cam Chủ tịch Hồ Chí Minh

- Ông Lê Dư là em rể nhà thơ, nhà văn, học giả Phan Khôi, do vậy bà Hằng Phương gọi Phan Khôi là bác.
- Bà có ba người em gái và bốn chị em xinh đẹp, nết na có tiếng ở đất Hà thành.[2] Người em Lê Hằng Huân của bà kết hôn với tướng Nguyễn Sơn.
- Ông bà Vũ Ngọc Phan[3] - Hằng Phương có mười người con, 3 người mất khi còn nhỏ. Trong số bảy người còn lại có những người khá nổi tiếng như giáo sư, viện sĩ Vũ Tuyên Hoàng, họa sĩ Vũ Giáng Hương - chủ tịch Liên hiệp các Hội Văn học nghệ thuật Việt Nam.[4][5][6][7]
- Cuối năm 1945, bà Hằng Phương đã mang tới Phủ Chủ tịch một gói cam để biếu Chủ tịch Hồ Chí Minh. Do Chủ tịch nước bận tiếp khách nên bà đã gửi lại cam kèm theo một bài thơ. Tháng 1 năm 1946, Hồ Chí Minh đã gửi một bài thơ ngắn cảm ơn:

"Cảm ơn bà biếu gói cam
Nhận thì không đúng, từ làm sao đây
Ăn quả nhớ kẻ trồng cây
Phải chăng khổ tận đến ngày cam lai."